# 邱晋昕
邱晋昕，廣東省潮州府大埔縣，清朝政治人物。進士出身。
光緒六年，登進士；同年五月，著交吏部掣签，分发各省以知县即用。曾任霞浦县知县，光绪十九年(1893年)，接替董毓琦任邵武府知府一职，同年由王琛接任。